# Órbita de aparcamiento

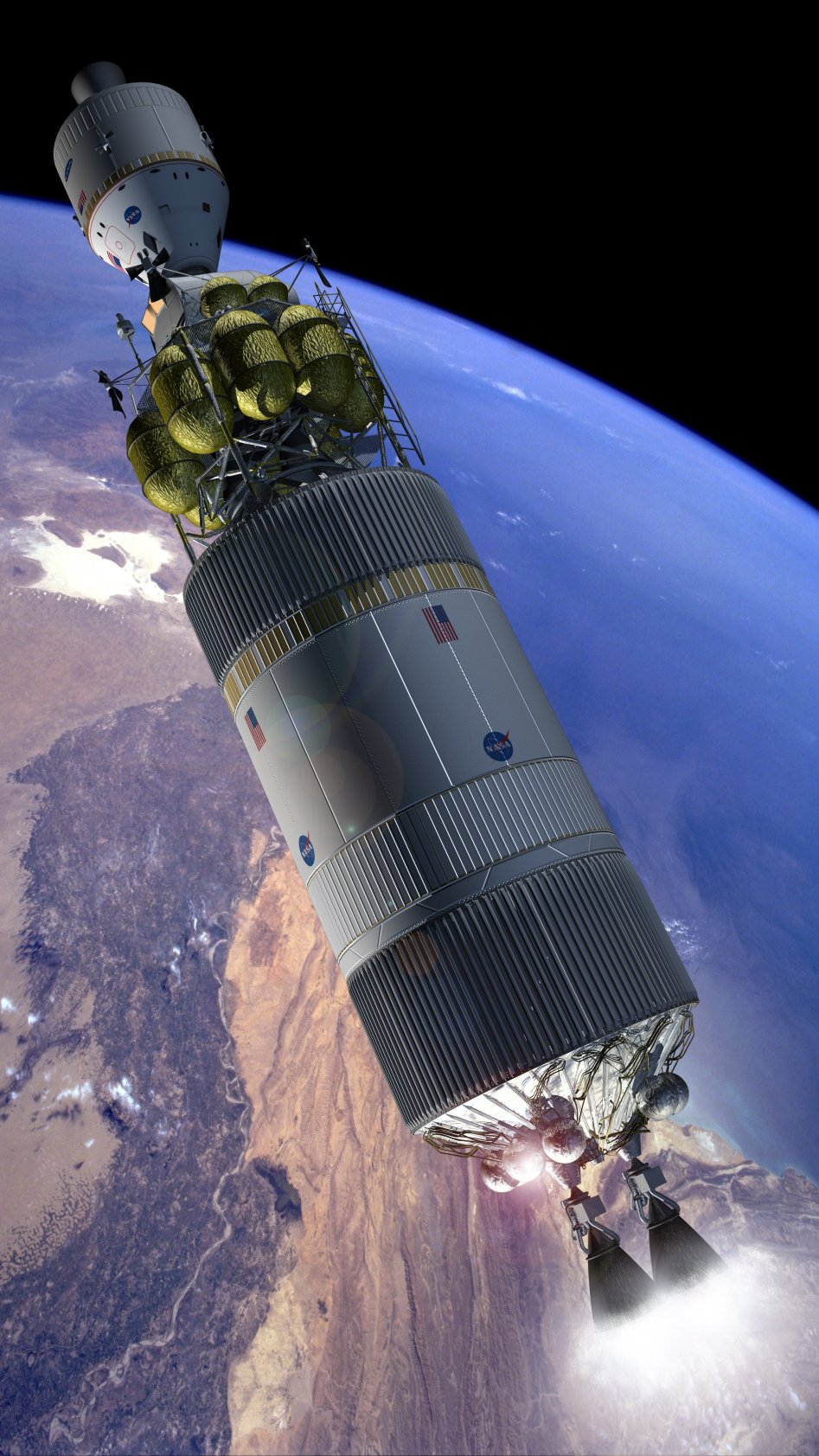
Etapa de transferencia (abajo), módulo de acceso a la superficie lunar (en medio) y módulo de tripulación Orion (arriba) dejando la órbita terrestre.

Una órbita de aparcamiento u órbita de estacionamiento es una órbita temporal que se puede usar durante el lanzamiento de un satélite o una sonda espacial. El vehículo de lanzamiento acelera hasta la órbita de aparcamiento, donde permanece un tiempo para después poner en marcha de nuevo los motores, permitiéndole entrar en la trayectoria final calculada. La alternativa a las órbitas de aparcamiento es la inyección directa, maniobra en la que el cohete acelera continuamente (excepto en los momentos de agotamiento de una etapa e ignición de la siguiente) hasta que el combustible se agota completamente, colocando la carga útil en la trayectoria final de una sola vez.

## Utilidad de la órbita de aparcamiento
Hay varias razones que recomiendan el uso de una órbita de aparcamiento:
- Puede incrementar la ventana de lanzamiento. Por las misiones que van más allá de la órbita terrestre, la ventana de lanzamiento puede ser muy pequeña (minutos o segundos) si no se emplea esta maniobra. Empleando la órbita de aparcamiento se puede ampliar esta ventana hasta varias horas.
- Para misiones más allá de la órbita terrestre baja (LEO en inglés), la ubicación de la encendida final de los motores puede ser que se tenga que hacer en un lugar no conveniente. En particular, por las misiones que tienen que escapar de la gravedad terrestre y que usualmente necesitan una buena cobertura desde el hemisferio norte, el punto para realizar la encendida final acostumbra a estar al hemisferio sur.
- Para misiones que se dirijan hacia una órbita geoestacionaria, el punto correcto por la encendida final (o casi final) acostumbra a estar sobre el ecuador. En este caso, el cohete es lanzado, para los motores, sigue la órbita de aparcamiento hasta que se encuentra sobre el ecuador y en este momento enciende de nuevo los motores para entrar en la órbita de transferencia geoestacionaria.
- En las misiones tripuladas Apolo, el uso de la órbita de aparcamiento permitía realizar toda una serie de maniobras y comprobaciones finales mientras se estaba "cerca de casa", antes de iniciar el viaje hacia la Luna.
- Esta maniobra es necesaria si la órbita final deseada tiene un perigeo muy alto. En este caso el lanzador acelera hasta una órbita de aparcamiento elíptica, que sigue hasta el punto más alto, y una vez allí, enciende de nuevo los motores para elevar el perigeo. (Véase Órbita de Hohmann).

## Desventajas de las órbitas de aparcamiento
El principal inconveniente de este método es que los cohetes necesitan orbitar durante un tiempo y después volver a encender los motores en condiciones de gravedad cero. Además, la duración de las dos encendidas (la inicial de inyección y la final) dependen fuertemente del punto dentro de la ventana de lanzamiento en el que este se ha producido. Para poder hacer esto con el mínimo gasto de combustible, la etapa cohete tiene que poder encenderse, apagarse y volverse a encender. Esto hace obligatorio el uso de cohetes de combustible líquido, puesto que los de combustible sólido ni se pueden apagar ni se pueden volver a encender, puesto que una vez puestos en marcha queman hasta el final. Pero, aun empleando un motor de combustible líquido, el hecho de la reencendida no es trivial, por una serie de motivos:
- Mientras el cohete orbita a gravedad cero y con el motor apagado, los propelentes flotan alejándose del fondo del depósito y de las entradas de las bombas. Esto hace que se necesiten depósitos especiales como diafragmas interiores o algunos procedimientos especiales previos (como pequeñas aceleraciones gracias a cohetes auxiliares) que hagan que los propelentes vuelvan al final de los tanques.
- Al ser la misión más larga, también hacen falta baterías con una duración más elevada y una cantidad superior de otros consumibles.
- Algunos cohetes usan productos químicos especiales para encender el motor cohete. Si hay varias encendidas, el diseño tendrá que contemplar la necesidad de llevar varios juegos.
- También se hará necesario un mejor aislamiento de los depósitos (especialmente en los criogénicos), para evitar que demasiado propelente hierva y se pierda en órbita.
- El sistema inercial de guía tendrá que ser más complejo y cuidadoso puesto que tendrá que controlar el estado de la órbita en todo momento.
- Habrá que disponer de un sistema de control de reacción, para orientar el cohete correctamente por la encendida final, y quizás incluso establecer una orientación térmicamente sostenible durante la órbita sin propulsión.

Las familias de etapas superiores Centauro y Agena se diseñaron para permitir este tipo de operaciones. Si bien la última Agena voló en 1987, las Centauro todavía están en producción.

## Ejemplos
- El programa Apolo empleó las órbitas de aparcamiento por todos los motivos mencionados anteriormente, excepto los que hacen referencia a las orbites geoestacionarias.
- Las misiones del Space Shuttle hacia la Estación Espacial Internacional no empleaban órbitas de aparcamiento, básicamente porque la estación está en una órbita terrestre baja muy inclinada, porque las lanzadoras americanas no tienen capacidad de reencender los motores y las ventanas de lanzamiento cortas no son un problema demasiado crítico (puesto que el día siguiente habrá otro).
- Por otra parte, cuando el "shuttle" se usaba para lanzar sondas interplanetarias como la Galileo, sí se empleaba una órbita de aparcamiento para soltar la sonda en su punto exacto de inyección a la órbita de transferencia.
- Los Ariane 5 no suelen usar órbitas de aparcamiento. Esto hace que el diseño del lanzador sea más simple, al no necesitar múltiples encendidas, y la penalización es muy pequeña porque la misión más usual es la de llevar cargas a la órbita geoestacionaria, y que la rampa de lanzamiento en la Guayana Francesa está muy cercana del ecuador. De todos modos, la última versión del lanzador (Ariane 5 SE ATV) ya dispone de una etapa superior (ESP) que ha sido diseñada para soportar múltiples reencendidos en órbita, cosa que hace que esta maniobra se pueda llevar a cabo siempre que la misión lo requiera.